# Grupa warowna Dobrošov

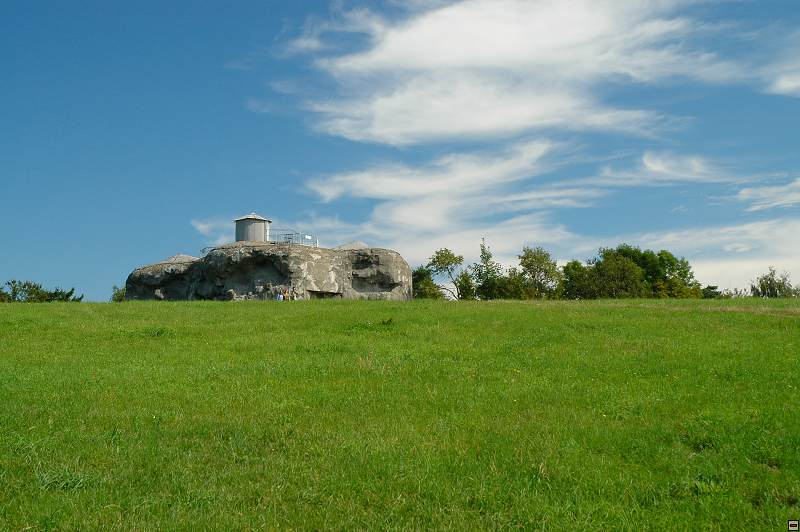
NDS 72 Můstek

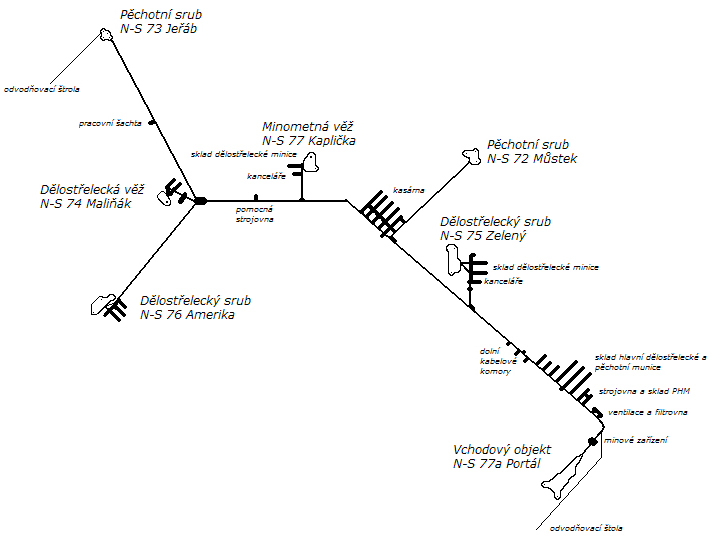
Plan podziemi twierdzy

Grupa Warowna Dobrošov (czes. Dělostřelecká tvrz Dobrošov) (znana także jako Twierdza Artyleryjska Dobrošov) – niedokończone czechosłowackie umocnienia w Górach Orlickich, niedaleko wsi Dobrošov (części Náchodu), wchodzące w skład czechosłowackich fortyfikacji. Budowa twierdzy rozpoczęła się 13 września 1937. Ukończona została budowa 3 obiektów: NDS 72 Můstek, NDS 73 Jeřáb i NDS 75 Zelený. We wrześniu 1938 zmobilizowany został jedynie NDS 73 Jeřáb. Od 1968 twierdza jest udostępniona do zwiedzania. Od 2015 jej właścicielem jest Kraj královéhradecki, który przejął umocnienia od armii czeskiej. Formalnym opiekunem jest Muzeum Regionalne w Náchodzie. Twierdza udostępniona jest do zwiedzania w okresie letnim, najczęściej w weekendy.

## Obiekty bojowe wchodzące w składgrupy warownej
- NDS 72 Můstek – bunkier piechoty (częściowo zniszczony podczas okupacji);
- NDS 73 Jeřáb – bunkier piechoty;
- NDS 75 Zelený  – bunkier artyleryjski;
- NDS 76 Amerika – bunkier artyleryjski, niewybudowany;
- NDS 74 Maliňák – bunkier artyleryjski z obrotową wieżą, niewybudowany;
- NDS 77 Kaplička – bunkier artyleryjski z obrotową wieżą, niewybudowany;
- NDS 77a Portál – bunkier wejściowy, niewybudowany.